# 新商报
《新商报》创立于2000年1月1日，由大连日报社将原《大连工人日报》改刊成立。 2018年12月28日，《新商报》宣布拟转型，于2019年休刊。